# Pleschischkbach
Der Pleschischkbach  ist ein rund 900 Meter langer Bach in der Gemeinde Virgen (Bezirk Lienz). Er entspringt an der Nordostflanke der Selche (Lasörlinggruppe) und mündet östlich von Welzelach linksseitig in die Isel.

## Verlauf
Die Seiche (2795 Meter) bildet einen langgezogenen Ostgrat aus, der zuletzt nach Norden zum sogenannten Bläß (2295 Meter) abfällt. Die Verlängerung des Grates nach Norden bildet einen breiten, bewaldeten Rücken aus, an dem die Marcher Alm liegt. Östlich der Marcher Alm entspringt im Wald der Pleschischkbach, der von der Quelle in seinem kurzen Verlauf nach Osten verläuft und nach halben Weg die Wiesen von Welzelach erreicht. Hier fließt er zwischen der Kernsiedlung von Welzelach im Norden und dem Bauernhof Lipper im Süden durch landwirtschaftlich genutzte Wiesen und unterquert dabei drei Straßen, bevor er zuletzt in einem kurzen Waldstück linksseitig in die Isel mündet.
Das geringe Einzugsgebiet des Pleschischkbachs wird im Norden von jenem des Berger Bachs und im Süden vom nahezu parallel verlaufenden, linken Quellbach des Mullitzbachs, begrenzt.